# Barbara Thomaß
Barbara Thomaß (* 12. Januar 1957 in Bremen) ist eine deutsche Kommunikations- und Medienwissenschaftlerin sowie Hochschullehrerin.

## Leben
Barbara Thomaß studierte von 1976 bis 1983 Publizistik, Politikwissenschaften und Volkswirtschaftslehre an der Freien Universität Berlin. Ihre Magisterarbeit befasste sich mit Kulturpolitik mit Massenmedien in einem Entwicklungsland am Beispiel Algeriens. Anschließend absolvierte sie von 1983 bis 1985 ein Redaktionsvolontariat bei den Lübecker Nachrichten. Sie arbeitete bis 1991 als Journalistin und Wissenschaftsredakteurin für Printmedien sowie als Dozentin für Rhetorik und Kommunikation.
Von 1991 bis 1993 war sie Wissenschaftliche Mitarbeiterin an der Universität Hamburg an der Arbeitsstelle Medien und Politik an der Universität Hamburg, die Hans J. Kleinsteuber leitete. Mit der Dissertation Journalistische Ethik. Ein Vergleich der Diskurse in der beruflichen Sozialisation in Frankreich, Großbritannien und Deutschland wurde sie 1998 promoviert. Am Institut für Journalistik der Universität Hamburg realisierte sie 1999/2000 den Magisterstudiengang Journalistik und Kommunikationswissenschaft.
Als Lehrbeauftragte und Dozentin war sie unter anderem an der Universität Hamburg, der Hochschule Bremen, an der Universität Lüneburg, der Georg-August-Universität Göttingen und der Universität Paris III tätig. Von 2000 bis 2003 war sie Habilitationsstipendiatin der DFG. In dieser Zeit übernahm sie eine Gastprofessur an der Universität Wien und eine Vertretungsprofessur an der Ruhr-Universität Bochum. Dort ist sie seit 2003 Professorin am Institut für Medienwissenschaft. Ihr Fachgebiet sind die Mediensysteme im internationalen Vergleich.
2007 wurde Barbara Thomaß Vorstandsmitglied der Akademie für Publizistik in Hamburg, seit 2009 ist sie Vorstandsvorsitzende und wurde 2019 erneut im Amt bestätigt. Ab dem 15. Januar 2008 saß sie als Vertreterin von ver.di im ZDF-Fernsehrat im Ausschuss für Finanzen, Investitionen und Technik. 2011 wurde sie in den ZDF-Verwaltungsrat gewählt, dem sie seit dem 1. Juli 2012 angehört. Dadurch endete ihre Mitgliedschaft im Fernsehrat. Seit dem 1. Juli 2017 ist sie zweite stellvertretende Vorsitzende des ZDF-Verwaltungsrates. Sie ist außerdem Mitglied der Deutschen Gesellschaft für Publizistik- und Kommunikationswissenschaft und des Netzwerks Medienethik.

## Schriften
- Arbeit im kommerziellen Fernsehen. Quantitative und qualitative Effekte neuer Anbieterformen in Deutschland, Belgien, Frankreich, Großbritannien und Spanien. Hamburg 1993 ISBN 3-89473-758-1
- Journalistische Ethik. Ein Vergleich der Diskurse in Frankreich, Großbritannien und Deutschland. Wiesbaden 1998 ISBN 3-531-13225-3 (zugleich Dissertation)

Herausgeberschaften
- Medien und Transformation in Osteuropa. Wiesbaden 2001 ISBN 3-531-13476-0
- Mediensysteme im internationalen Vergleich. Konstanz 2007 ISBN 978-3-8252-2831-6